# Longshan (powiat)
Longshan (chiń. 龙山县; pinyin: Lóngshān Xiàn) – powiat w południowo-środkowych Chinach, w prowincji Hunan, w prefekturze autonomicznej Xiangxi. W 2000 roku liczył 490 363 mieszkańców.